# Mariya Ise
Mariya Ise (jap. 伊瀬 茉莉也 Ise Mariya; ur. 25 września 1988 w prefekturze Kanagawa) – japońska seiyū, współpracująca z agencją Across Entertainment.

## Filmografia
Ważniejsze role są pogrubione.

### Seriale anime
2004
- Aishiteruze Baby (przyjaciel Ayumi; odc. 22)

2005
- Onegai My Melody (Yuka Kano)
- Słodkie, słodkie czary (Nanako Walsh)
- Mushishi (Renzu Ioroi; odc. 1)

2006
- Air Gear (Ringo Noyamano)
- Onegai My Melody ~Kuru Kuru Shuffle~ (Yuka Kano)
- School Rumble Second Term (Satsuki Tawaraya)
- Lupin III: Seven Days Rhapsody (Michelle)
- Futari wa Pretty Cure Splash Star (Mari Yamaguchi)

2007
- Eyeshield 21 (Riku)
- Onegai My Melody Sukkiri♪ (Yuka Kano)
- Tōka Gettan (Tōka Kamiazuma)
- Yes! Pretty Cure 5 (Urara Kasugano/Cure Lemonade)

2008
- Detroit Metal City (OVA, Crowther)
- Gunslinger Girl (Beatrice)
- Jigoku shōjo (Sora Egami)
- Magician's Academy (Tanarotte)
- Penguin Musume Heart (Kujira Eturofu)
- Porphy no Nagai Tabi (Alicia)
- Yes! Pretty Cure 5 (Urara Kasugano/Cure Lemonade)

2009
- Chrome Shelled Regios (Barmelin Swattis Nolne)
- Fairy Tail (Levy Mcgarden, Romeo Conbolt, Edolas Levy Mecgarden)
- GA Geijutsuka Art Design Class (Yoshikawa)
- Hatsukoi Limited (Ayumi Arihara)
- Jewelpet (Ririka Himeno)
- Needless (Aruka)
- Sora no Manimani (Sakurakawa)
- Yumeiro Patissiere (Lemon Yamagishi)
- Zettai Meikyuu Grimm (Henrietta Grimm)

2010
- Durarara!! (Mika Harima)
- Hanamaru Kindergarten (Hinagiku)
- Ladies versus Butlers! (Kaede Tenjōji)
- Służąca przewodnicząca (Erika)
- Model Suit Gunpla Builders Beginning G (Rina Noyama)
- Ōkami Kakushi (Nemuru Kushinada)
- Ore no Imōto ga Konna ni Kawaii Wake ga Nai (Sena Akagi)
- Panty & Stocking with Garterbelt (Stocking)
- The Legend of the Legendary Heroes (Kuu Orla)
- A Certain Magical Index (Lucia)
- Yumeiro Patissiere (Lemon Yamagishi)

2011
- Aria the Scarlet Ammo (Riko Mine)
- Dream Eater Merry (Saki Kirishima)
- Kimi ni todoke (Musubi Tomizawa; odc. 10)
- Tiger & Bunny (Pao-Lin Huang / Dragon Kid)
- Yuru Yuri (Sakurako Oomuro)
- Hunter × Hunter (Killua)

2013
- Log Horizon (Lenessia Erhart Cowen)

2017
- Hōseki no kuni (Antarktycyt)
- Made in Abyss (Reg)

2019
- The Promised Neverland (Ray)